# Konstantin Wladimirowitsch Rodsajewski

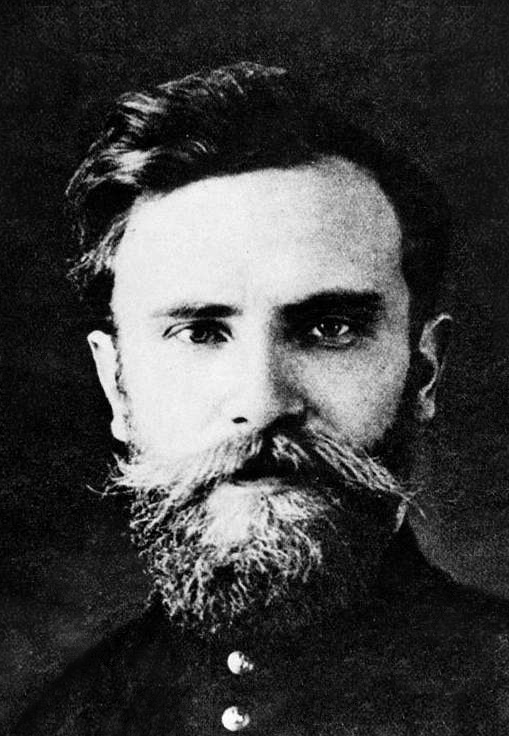
Konstantin Rodsajewski

Konstantin Wladimirowitsch Rodsajewski (russisch Константин Владимирович Родзаевский; * 11. August 1907 in Blagoweschtschensk; † 30. August 1946 in Moskau) war ein Politiker der Russischen Faschistischen Partei (RFP), welche er aus dem mandschurischen Exil anführte.

## Werdegang
Rodsajewski stammte aus einer Familie der sibirischen Mittelschicht und wuchs in Blagoweschtschensk auf, einer Grenzstadt am Fluss Amur. 1925 floh er aus der Sowjetunion in die chinesische Mandschurei. In Harbin besuchte Rodsajewski die Hochschule für Rechtswissenschaften und trat der Russischen Faschistischen Organisation bei. Am 26. Mai 1931 wurde er Generalsekretär der neugegründeten Russischen Faschistischen Partei; 1934 schloss sich die Partei mit der Russischen Faschistischen Organisation zusammen, und Rodsajewski wurde ihr „Führer“. Er nahm sich Benito Mussolini zum Vorbild und verwendete das Hakenkreuz als eines der Symbole seiner Bewegung.
Rodsajewski umgab sich mit einer persönlich ausgewählten Leibgarde und benutzte Embleme sowohl des untergegangenen Russischen Reiches als auch des russischen Nationalismus; Wie die italienischen Schwarzhemden trugen die russischen Faschisten schwarze Uniformen; die Kaiserlich Japanische Armee versorgte sie mit Waffen. Sie schufen eine internationale Exil-Organisation der Weißen Armee mit Hauptsitz in Harbin, dem „Moskau des russischen Fernen Osten“ und Verbindungen zu 26 Ländern in der ganzen Welt. Der wichtigste dieser internationalen Außenposten befand sich in New York City.

## Mandschukuo

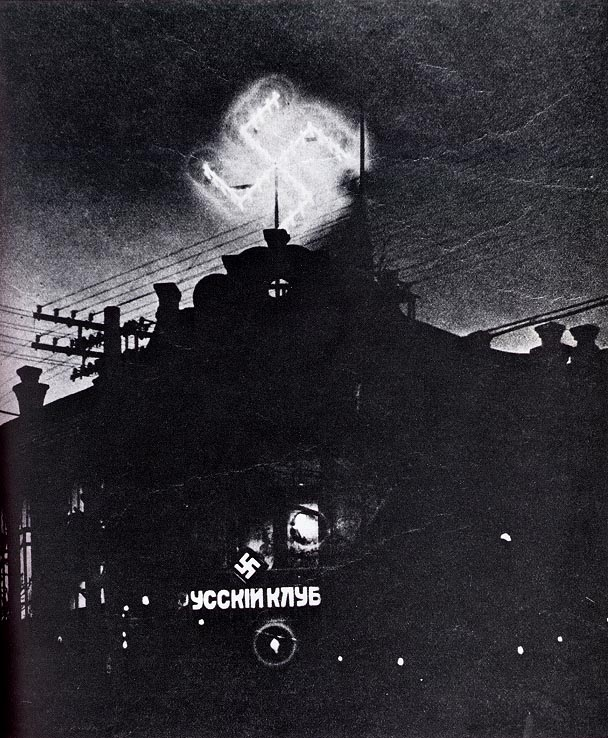
Hauptquartier der RFP in Manjur

Rodsajewski hatte rund 12.000 Anhänger in Mandschukuo. Anlässlich des 2600sten Jahrestags der Gründung des Japanischen Kaiserreiches zollte Rodsajewski mit einer Delegation bei den offiziellen Feierlichkeiten in der Region Kaiser Hirohito seine Ehrerbietung.
Die Faschisten errichteten ein übergroßes Hakenkreuz aus Neonröhren auf dem Dach ihres Sitzes in Manjur, drei Kilometer von der sowjetischen Grenze entfernt. Es brannte Tag und Nacht, gegen die sowjetische Regierung und als Zeichen der Stärke. Rodsajewski sah dem Tag entgegen, an dem er die antisowjetische Weiße Armee gemeinsam mit dem General Kislitsin und den japanischen Streitkräften in den Kampf führen würde, um die Sowjetunion zu „befreien“. Ihre wichtigsten militärischen Aktivitäten umfassten auch die Gründung einer rein russischen Spezialeinheit in der Kwantung-Armee, welche im Falle einer japanischen Invasion Sibiriens und der Pazifikregion Russlands Sabotageaktionen gegen die Rote Armee ausführen sollte; Japan war offenbar an der Errichtung eines Marionettenstaates in der Äußeren Mandschurei interessiert.

## Zweiter Weltkrieg und Exekution
Während des Zweiten Weltkrieges strebte Rodsajewski den offenen Kampf gegen den Bolschewismus an, die japanische Obrigkeit schränkte allerdings die Aktivitäten der RFP bis auf reine Sabotageakte in der Sowjetunion ein. Der notorische Antisemit veröffentlichte zahlreiche Artikel in den Parteizeitungen Unser Weg und Die Nation; ebenso war er Autor des Pamphlets Judas' Ende und des Buches Zeitgenössische Judisierung der Welt oder: Die Judenfrage im XX. Jahrhundert.
Gegen Ende des Krieges begann Rodsajewski zu glauben, dass die sowjetische Führung unter Josef Stalin sich zum Nationalismus hin gewandelt habe. Er stellte sich 1945 in Harbin den sowjetischen Behörden; bei sich trug er einen Brief, dessen Inhalt eine auffällige Nähe zum Nationalbolschewismus aufwies:

„Ich rief nach einem unbekannten Führer, der […] in der Lage sein würde, die jüdische Regierung zu stürzen und ein neues Russland zu schaffen. Mir war nicht klar, dass, durch Fügung des Schicksals, durch sein eigenes Genie und Millionen von Arbeitern J. W. Stalin, der Führer der Völker, dieser unbekannte Führer geworden war.“

Er kehrte in die Sowjetunion zurück, wo ihm Straffreiheit und eine Stelle in einer der sowjetischen Zeitungen zugesichert wurde. Stattdessen wurde er festgenommen, angeklagt und zum Tode durch Erschießen verurteilt. Er wurde in einem Keller der Lubjanka hingerichtet, während sein früherer Mitarbeiter Lew Pawlowitsch Ochotin zu 15 Jahren Katorga-Zwangsarbeit verurteilt wurde.

## Werke
- Zaveshchanie russkogo fashista. FERI-V, Moskau 2001. Ursprünglich geschrieben 1943 in Harbin, ISBN 5-94138-010-0.